# Anja Savcic
Anja Savcic (Sarajevo, 27 novembre 1992) è un'attrice bosniaca naturalizzata canadese.

## Carriera
Nata a Sarajevo, è cresciuta in Canada.
È nota per il ruolo principale di Scarlet Leyendecker nella serie televisiva Big Sky. Nel 2024 recita con Dwayne Johnson e Zac Efron nel film Ricky Stanicky: L'amico immaginario.

## Filmografia

### Cinema
- Ricky Stanicky: L'amico immaginario (Ricky Stanicky), regia di Peter Farrelly (2024)

### Televisione
- Supernatural - serie TV, episodi 5x05, 11x08 (2009, 2015)
- Fringe - serie TV, episodio 3x09 (2010)
- Strange Empire - serie TV, 7 episodi (2014-2015)
- The Flash - serie TV, episodio 1x08 (2014)
- iZombie - serie TV, episodio 1x07 (2015)
- Motive - serie TV, episodio 3x09 (2015)
- X-Files - serie TV, episodio 10x02 (2016)
- Loudermilk - serie TV, 30 episodi (2017-2020)
- Dirk Gently - Agenzia di investigazione olistica (Dirk Gently's Holistic Detective Agency) - serie TV, 3 episodi (2017)
- Big Sky - serie TV, 25 episodi (2021-2022)
- Nancy Drew - serie TV, 8 episodi (2021)
- Tracker - serie TV, episodio 1x03 (2024)
- Avvocati di famiglia (Family Law) – serie TV, 6 episodi (2024)

## Doppiatrici italiane
Nelle versioni in italiano delle opere in cui ha recitato, Jolene Purdy è stata doppiata da:
- Veronica Puccio in Big Sky, Avvocati di famiglia
- Giulia Catania in Ricky Stanicky - L'amico immaginario, Tracker
- Tiziana Martello in Motive
- Joy Saltarelli in Dirk Gently: Agenzia di investigazione olistica